# Wessendorf

Die Bauerschaft Wessendorf westlich und südlich von Stadtlohn im 19. Jahrhundert

Wessendorf ist eine alte westfälische Bauerschaft und ein Stadtteil von Stadtlohn im Kreis Borken in Nordrhein-Westfalen. Bis 1964 war Wessendorf eine Gemeinde im ehemaligen Kreis Ahaus.

## Geografie
Die alte Bauerschaft Wessendorf umschloss den Stadtkern von Stadtlohn im Westen und im Süden. Seit Ende des 19. Jahrhunderts dehnte sich die Bebauung der Stadt auf das Gebiet von Wessendorf aus. Die ehemalige Gemeinde Wessendorf besaß zuletzt eine Fläche von 13 km². Die heutigen Stadtlohner Stadtteile und Wohnplätze Am Esch, Berkelhook, Bockwinkel, Breul, Feldkamp, Gescher Dyk, Hordt, Immingfeld, Linward und Wenningfeld liegen auf altem Wessendorfer Gebiet.

## Geschichte
Die Bauerschaft Wessendorf gehörte nach der Napoleonischen Zeit zunächst zur Bürgermeisterei Stadtlohn im 1816 gegründeten Kreis Ahaus. Mit der Einführung der Westfälischen Landgemeindeordnung wurde 1843 aus der Landbürgermeisterei Stadtlohn das Amt Stadtlohn, zu dem die fünf Gemeinden Almsick, Estern-Büren, Hengeler-Wendfeld, Hundewick und Wessendorf gehörten. Nachdem die Bebauung von Stadtlohn sich immer weiter auf das Gebiet von Wessendorf ausdehnte, trat Wessendorf 1910 ein Gebiet von 1,3 km² mit 1032 Einwohnern sowie 1930 ein Gebiet von 4,4 km² mit 423 Einwohnern an Stadtlohn ab.
Am 1. August 1964 wurde Wessendorf mit Almsick, Estern-Büren, Hengeler-Wendfeld und Hundewick zur Gemeinde Kirchspiel Stadtlohn zusammengeschlossen, die ihrerseits 1969 in die Stadt Stadtlohn eingemeindet wurde.

## Einwohnerentwicklung
| Jahr | Einwohner | Quelle |
| ---- | --------- | ------ |
| 1858 | 372       | [ 4 ]  |
| 1885 | 291       | [ 5 ]  |
| 1910 | 629       | [ 6 ]  |
| 1939 | 758       | [ 7 ]  |
| 1950 | 928       | [ 1 ]  |
| 1964 | 1643      | [ 1 ]  |

## Gegenwart
Träger des lokalen Brauchtums sind unter anderem die Schützenvereine Wessendorf St. Liudger 1834 e. V. und St. Sebastian Wessendorf-Breul 1964 e. V. Die Hünenburg, eine mittelalterliche Wallburg, ist ein Baudenkmal auf Wessendorfer Gebiet.